# نادي الهلال السعودي موسم 2008–09
موسم نادي الهلال في موسم 2008-09 هو الموسم الثاني والخمسين نادي الهلال السعودي لكرة القدم منذ تأسيسه عام 1957، والموسم الثالث والثلاثون له في دوري كرة القدم السعودي الممتاز، برئاسة الأمير عبد الرحمن بن مساعد بن عبد العزيز آل سعود، المنتخب رئيساً لنادي الهلال لفترة رئاسية مقبلة مدتها (4)سنوات، وقيادة المدير الفني الروماني كوزمين أولاريو، شارك النادي فيها في مسابقة دوري أبطال آسيا والدوري السعودي للمحترفين وكأس ولي العهد وكأس الملك.
احد ابرز القضايا التي وجهها نادي الهلال خلالل الموسم عندما أصدرت المحكمة الرياضية حكما بإيقاف اللاعب الليبي طارق التايب المحترف في صفوف فريق الهلال السعودي عن اللعب لمدة أربعة أشهر بالإضافة إلى تغريمه مبلغ 600 ألف دولار، على خلفية قضية اللاعب مع نادي سبورت جازنيت التركي الذي سبق أن احترف فيه التايب لموسمين قبل انتقاله للهلال في 10 أغسطس 2006، حيث تقدم مدير أعمال اللاعب بشكوى ضد النادي التركي يطالب بإلزامه فيها بدفع مرتب 4 أشهر، فيما أكد مسؤولو النادي التركي أن جميع حقوق اللاعب سلمت له، وحدد الفيفا موعد إيقاف اللاعب من يوم 29 سبتمبر، وهو اليوم الذي أرسل فيه الاتحاد الدولي فاكسا لنادي الهلال يعلمه بقرار الإيقاف للاعب الدولي وأعطى الفيفا الإدارة الهلالية مدة 21 يوم لاستئناف القرار والطعن به، أعلنت المحكمة الدولية الرياضية 16 نوفمبر 2008 تعليق المدة المتبقية من عقوبة الليبي طارق التايب المحترف في صفوف الهلال السعودي إلى الموسم المقبل، ومنحه في نفس الوقت الضوء الأخضر ليعود إلى تمثيل فريقه اعتبارا من السبت المقبل امام الاتفاق في دوري المحترفين لكرة القدم. وكان التايب قد تعرض للإيقاف من الفيفا في منتصف سبتمبر/أيلول الماضي لمدة 4 شهور وغرامة مالية 600 ألف دولار لصالح جازنتاب التركي الذي كان يلعب له طارق قبل أن يفك الارتباط لخلافات مالية، وامضى اللاعب شهراً ونصفاً من العقوبة حتى الآن ويتبقى له شهران ونصف سيتم ترحيلها إلى بداية الموسم المقبل.

## اللاعبون

### قائمة لاعبي الفريق
| رقم.        | الجنسية.       | المركز       | الاسم                      | تاريخ الميلاد (العمر)     |             |             |             |             |             |
| حراس المرمى | حراس المرمى    | حراس المرمى  | حراس المرمى                | حراس المرمى               | حراس المرمى | حراس المرمى | حراس المرمى | حراس المرمى | حراس المرمى |
| ----------- | -------------- | ------------ | -------------------------- | ------------------------- | ----------- | ----------- | ----------- | ----------- | ----------- |
| 1           | السعودية       | GK           | محمد الدعيع (كابتن الفريق) | 2 أغسطس 1972 (العمر 36)   |             |             |             |             |             |
| 22          | السعودية       | GK           | فهد الشمري                 | 5 مايو 1981 (العمر 28)    |             |             |             |             |             |
| 30          | السعودية       | GK           | حسن العتيبي                | 16 أكتوبر 1977 (العمر 31) |             |             |             |             |             |
| المدافعين   |                |              |                            |                           |             |             |             |             |             |
| 17          | السعودية       | RB           | فهد المفرج                 | 12 أبريل 1978 (العمر 31)  |             |             |             |             |             |
| 19          | السعودية       | CB           | عبد العزيز الخثران         | 31 يوليو 1973 (العمر 36)  |             |             |             |             |             |
| 4           | السعودية       | مدافع        | عبد الله الزوري            | 13 أغسطس 1987 (العمر 21)  |             |             |             |             |             |
| 25          | السعودية       | CB           | ماجد المرشدي               | 1 نوفمبر 1984 (العمر 24)  |             |             |             |             |             |
| 3           | السعودية       | CB           | أسامة هوساوي               | 31 مارس 1984 (العمر 25)   |             |             |             |             |             |
| 24          | السعودية       | CB           | محمد نامي                  | 7 يناير 1982 (العمر 27)   |             |             |             |             |             |
| 23          | السعودية       | CB           | حسن خيرات                  | 8 مارس 1986 (العمر 23)    |             |             |             |             |             |
| خط الوسط    |                |              |                            |                           |             |             |             |             |             |
| 8           | رومانيا        | لاعب وسط     | ميرل رادوي                 | 22 مارس 1981 (العمر 28)   |             |             |             |             |             |
| 5           | السعودية       | لاعب وسط     | عبد اللطيف الغنام          | 16 يوليو 1985 (العمر 23)  |             |             |             |             |             |
| 15          | السعودية       | RM           | أحمد الفريدي               | 29 يناير 1988 (العمر 21)  |             |             |             |             |             |
| 10          | السعودية       | AM / LW      | محمد الشلهوب               | 8 ديسمبر 1980 (العمر 28)  |             |             |             |             |             |
| 11          | السعودية       | AM / LM      | عبد العزيز الدوسري         | 11 أكتوبر 1988 (العمر 20) |             |             |             |             |             |
| 33          | السعودية       | DM / CM / LB | فهد بن عبد الله المبارك    | 15 يناير 1984 (العمر 25)  |             |             |             |             |             |
| 13          | السعودية       | CM           | عمر الغامدي                | 11 أبريل 1979 (العمر 30)  |             |             |             |             |             |
| 29          | السعودية       | LM / RM      | نواف العابد                | 26 يناير 1990 (العمر 19)  |             |             |             |             |             |
| 6           | السعودية       | RM           | خالد عزيز                  | 14 يوليو 1981 (العمر 27)  |             |             |             |             |             |
| 14          | ليبيا          | RM           | طارق التائب                | 28 فبراير 1977 (العمر 32) |             |             |             |             |             |
| 9           | السويد         | RM           | كريستيان فيلهلمسون         | 8 ديسمبر 1979 (العمر 29)  |             |             |             |             |             |
| المهاجمين   |                |              |                            |                           |             |             |             |             |             |
| 20          | السعودية       | مهاجم        | ياسر القحطاني              | 10 أكتوبر 1982 (العمر 26) |             |             |             |             |             |
| 18          | السعودية       | مهاجم        | أحمد الصويلح               | 14 فبراير 1986 (العمر 23) |             |             |             |             |             |
| 26          | السعودية       | RW           | محمد العنبر                | 22 مارس 1985 (العمر 24)   |             |             |             |             |             |
| 7           | كوريا الجنوبية | مهاجم        | سول غي هيون                | 8 يناير 1979 (العمر 30)   |             |             |             |             |             |

## دوري المحترفين السعودي

### الترتيب
|   | فريق    | لعب | فاز | تعادل | خسر | له | عليه | فارق | نقاط |
| - | ------- | --- | --- | ----- | --- | -- | ---- | ---- | ---- |
| 1 | الاتحاد | 22  | 17  | 4     | 1   | 57 | 21   | +36  | 55   |
| 2 | الهلال  | 22  | 15  | 5     | 2   | 41 | 9    | +32  | 50   |
| 3 | الأهلي  | 22  | 11  | 7     | 4   | 33 | 20   | +13  | 40   |

|  | يتأهل لدوري أبطال آسيا وكأس الملك للأبطال. |

### مباريات الدوري
| أبها | 0 – 3 | الهلال                                                    |
| ---- | ----- | --------------------------------------------------------- |
|      | تقرير | عبد الله الزوري 25' · فهد المبارك 37' · ياسر القحطاني 86' |

| الهلال                              | 2 – 0 | الرائد |
| ----------------------------------- | ----- | ------ |
| أحمد الفريدي 46' · أحمد الصويلح 64' | تقرير |        |

| نجران                            | 2 – 1 | الهلال                      |
| -------------------------------- | ----- | --------------------------- |
| الحسن اليامي 20' · صالح دويس 90' | تقرير | محمد الشلهوب 3' (ركلة جزاء) |

| الوطني        | 1 – 3 | الهلال                                              |
| ------------- | ----- | --------------------------------------------------- |
| يحيى كعبي 82' | تقرير | أحمد الصويلح 20' 65' · محمد الشلهوب 89' (ركلة جزاء) |

| الهلال | 0 – 0 | الأهلي |
| ------ | ----- | ------ |
|        | تقرير |        |

| الهلال                               | 2 – 1 | النصر             |
| ------------------------------------ | ----- | ----------------- |
| ياسر القحطاني 18' · أحمد الفريدي 37' | تقرير | إلتون هوزيه 90+1' |

| الحزم                     | 1 – 2 | الهلال                                           |
| ------------------------- | ----- | ------------------------------------------------ |
| محمد روبيز 2' (ركلة جزاء) | تقرير | محمد الشلهوب 27' (ركلة جزاء) · ياسر القحطاني 59' |

| الهلال | 0 – 0 | الوحدة |
| ------ | ----- | ------ |
|        | تقرير |        |

| الاتفاق | 0 – 2 | الهلال                                               |
| ------- | ----- | ---------------------------------------------------- |
|         | تقرير | محمد العنبر 19' · كريستيان ويلهامسون 78' (ركلة جزاء) |

| الهلال              | 2 – 0 | الشباب |
| ------------------- | ----- | ------ |
| محمد العنبر 21' 52' | تقرير |        |

| الهلال                                 | 3 – 0 | الحزم |
| -------------------------------------- | ----- | ----- |
| أحمد الصويلح 60' · محمد العنبر 65' 70' | تقرير |       |

| الاتحاد | 0 – 0 | الهلال |
| ------- | ----- | ------ |
|         | تقرير |        |

| الهلال                                                   | 4 – 1 | أبها                         |
| -------------------------------------------------------- | ----- | ---------------------------- |
| أحمد الصويلح 4' · محمد العنبر 21' 37' · أحمد الفريدي 64' | تقرير | صالح المحمدي 44' (ركلة جزاء) |

| الرائد | 0 – 2 | الهلال                           |
| ------ | ----- | -------------------------------- |
|        | تقرير | ماجد المرشدي 40' · محمد نامي 49' |

| الهلال                                                                                      | 7 – 0 | نجران |
| ------------------------------------------------------------------------------------------- | ----- | ----- |
| ياسر القحطاني 29' 33' 65' 76' · أحمد الفريدي 57' · كريستيان ويلهامسون 67' · فهد المبارك 83' | تقرير |       |

| الهلال | 0 – 0 | الوطني |
| ------ | ----- | ------ |
|        | تقرير |        |

| النصر | 0 – 2 | الهلال                             |
| ----- | ----- | ---------------------------------- |
|       | تقرير | ياسر القحطاني 71' · ميرل رادوي 79' |

| الأهلي | 0 – 1 | الهلال                |
| ------ | ----- | --------------------- |
|        | تقرير | كريستيان ويلهامسون 4' |

| الشباب         | 1 – 1 | الهلال              |
| -------------- | ----- | ------------------- |
| حسن معاذ 90+3' | تقرير | ياسر القحطاني 90+5' |

| الوحدة | 0 – 1 | الهلال          |
| ------ | ----- | --------------- |
|        | تقرير | محمد العنبر 90' |

| الهلال                                     | 2 – 0 | الاتفاق |
| ------------------------------------------ | ----- | ------- |
| كريستيان ويلهامسون 13' · ياسر القحطاني 46' | تقرير |         |

| الهلال                     | 1 – 2 | الاتحاد                             |
| -------------------------- | ----- | ----------------------------------- |
| ميرل رادوي 51' (ركلة جزاء) | تقرير | نايف هزازي 18' · هشام أبو شروان 67' |

## دوري أبطال آسيا

### نتائج المجموعة الأولى
| الهلال           | 1 – 1 | صبا باتري       |
| ---------------- | ----- | --------------- |
| أسامة هوساوي 33' | تقرير | حميد فرزانه 14' |

| بختاكور               | 1 – 1 | الهلال                     |
| --------------------- | ----- | -------------------------- |
| زين الدين تادجييف 57' | تقرير | ميرل رادوي 55' (ركلة جزاء) |

| الهلال                                           | 2 – 1 | الأهلي        |
| ------------------------------------------------ | ----- | ------------- |
| ياسر القحطاني 32' · ميرل رادوي 90+3' (ركلة جزاء) | تقرير | أحمد خليل 12' |

| الأهلي         | 1 – 3 | الهلال                                                           |
| -------------- | ----- | ---------------------------------------------------------------- |
| حسني عبدربه 3' | تقرير | طارق التايب 32' · ميرل رادوي 53' (ركلة جزاء) · ياسر القحطاني 63' |

| صبا باتري | 0 – 1 | الهلال          |
| --------- | ----- | --------------- |
|           | تقرير | طارق التايب 42' |

| الهلال                             | 2 – 0 | بختاكور |
| ---------------------------------- | ----- | ------- |
| محمد العنبر 36' · أحمد الصويلح 63' | تقرير |         |

### ترتيب المجموعة الأولى
| فريق      | لعب | فاز | تعادل | خسر | له | عليه | فارق | نقاط |
| --------- | --- | --- | ----- | --- | -- | ---- | ---- | ---- |
| الهلال    | 6   | 4   | 2     | 0   | 10 | 4    | +6   | 14   |
| بختاكور   | 6   | 4   | 1     | 1   | 9  | 5    | +4   | 13   |
| صبا باتري | 6   | 1   | 2     | 3   | 7  | 9    | -2   | 5    |
| الأهلي    | 6   | 0   | 1     | 5   | 6  | 14   | -8   | 5    |

|  | يتأهل لدور الستة عشر. |

### دور السادس عشر
| الهلال | 0 – 0 | نادي ام صلال |
| ------ | ----- | ------------ |
|        | تقرير |              |

## كأس خادم الحرمين الشريفين للأبطال

### دور الثمانية
| النصر         | 1 – 1 | الهلال                 |
| ------------- | ----- | ---------------------- |
| ريان بلال 22' |       | كريستيان ويلهامسون 89' |

| الهلال | 0 – 0 | النصر |
| ------ | ----- | ----- |
|        |       |       |

### نصف النهائي
| الهلال | 0 – 3 | الشباب                                                      |
| ------ | ----- | ----------------------------------------------------------- |
|        |       | عبده عطيف 45' · مارسيلو كماتشو 47' · عبد العزيز السعران 62' |

| الشباب            | 1 – 2 | الهلال                                   |
| ----------------- | ----- | ---------------------------------------- |
| ناصر الشمراني 50' |       | سول كي هيون 71' · كريستيان ويلهامسون 72' |

### المركز الثالث
| الحزم | 0 – 0 | الهلال |
| ----- | ----- | ------ |
|       |       |        |

## كأس ولي العهد

### دور الستة عشر
| الوطني | 0 – 2 | الهلال                                     |
| ------ | ----- | ------------------------------------------ |
|        | تقرير | ياسر القحطاني 72' · كريستيان ويلهامسون 90' |

### دور الثمانية
| الوحدة | 0 – 1 | الهلال           |
| ------ | ----- | ---------------- |
|        | تقرير | أسامة هوساوي 37' |

### دور الأربعة
| الهلال                | 1 – 0 | النصر |
| --------------------- | ----- | ----- |
| كريستيان ويلهامسون 7' | تقرير |       |

### المباراة النهائية
| الشباب | 0 – 0 0 – 1 | الهلال          |
| ------ | ----------- | --------------- |
|        | تقرير       | فهد المفرج 113' |

#### البطل
| بطل الدوري السعودي للمحترفين        |
| ----------------------------------- |
|                                     |
| نادي الهلال (السعودية) اللقب الثامن |

## كأس الأمير فيصل

### نتائج المجموعة الأولى
| الهلال           | 1 – 0 | الرائد |
| ---------------- | ----- | ------ |
| صالح الدوسري 41' | تقرير |        |

| الحزم | 5 – 9 | الهلال                           |
| ----- | ----- | -------------------------------- |
|       | تقرير | سلطان السعود 51' · حسن خيرات 63' |

| الرائد | 0 – 1 | الهلال          |
| ------ | ----- | --------------- |
|        | تقرير | سلمان الفرج 73' |

| الهلال                                                                    | 4 – 2 | الحزم                              |
| ------------------------------------------------------------------------- | ----- | ---------------------------------- |
| فهد المبارك 57' · بندر العنزي 60' · رائد الصويلح 84' · محمد الشلهوب 90+1' | تقرير | رياض العريني 40' · مشعل الموري 42' |

### ترتيب المجموعة الأولى
| فريق   | لعب | فاز | تعادل | خسر | له | عليه | فارق | نقاط |
| ------ | --- | --- | ----- | --- | -- | ---- | ---- | ---- |
| الهلال | 4   | 4   | 0     | 0   | 8  | 2    | 6    | 12   |
| الحزم  | 4   | 1   | 1     | 2   | 6  | 9    | -3   | 4    |
| الرائد | 4   | 0   | 1     | 3   | 3  | 6    | -3   | 1    |

|  | يتأهل لدور الأربعة. |

### دور الأربعة
| الهلال          | 1 – 1 0 – 0 | الشباب                         |
| --------------- | ----------- | ------------------------------ |
| محمد العنبر 23' | تقرير       | مارسيلو كماتشو 88' (ركلة جزاء) |

## حاشية
1. ↑  الأمير عبدالرحمن بن مساعد رئيساً للهلال نسخة محفوظة 2022-07-14 على موقع واي باك مشين.
2. ↑  15 رئيسا توّجوا الهلال بـ 62 بطولة نسخة محفوظة 31 مايو 2021 على موقع واي باك مشين.
3. ↑  إيقاف التايب 4 أشهر .. وغرامة 600 ألف دولار نسخة محفوظة 2022-07-14 على موقع واي باك مشين.
4. ↑  المحكمة الدولية تعلق إيقاف التايب نسخة محفوظة 2022-07-14 على موقع واي باك مشين.
5. ↑  إيقاف التايب وسقوط أمام نجران.. عيد عصيب على الهلال
6. ↑  Paolo Dondarini
7. ↑  Carlo Bertolini
8. ↑  Paul Allaerts
9. ↑  Felix Brych
10. ↑  Anastasios Kakos
11. ↑  Roberto Rosetti
12. ↑  Michalis Koukoulakis
13. ↑  مؤجلة من 10 مارس إلى 11 مارس بسبب عاصفة رملية نسخة محفوظة 2009-03-16 على موقع واي باك مشين.
14. ↑  Subkhiddin Mohd Salleh
15. ↑  Sun Baojie
16. ↑  Cladio Circhetta
17. ↑  Eric Poulat